# Hayden Foxe
Hayden Foxe (Sydney, 1977. június 23. –) ausztrál válogatott labdarúgó.
Az ausztrál válogatott tagjaként részt vett a 2001-es konföderációs kupán.

## Statisztika
| Ausztrál válogatott | Ausztrál válogatott | Ausztrál válogatott |
| Időszak             | Mérk.               | gól                 |
| ------------------- | ------------------- | ------------------- |
| 1998                | 1                   | 0                   |
| 1999                | 0                   | 0                   |
| 2000                | 4                   | 0                   |
| 2001                | 5                   | 2                   |
| 2002                | 0                   | 0                   |
| 2003                | 1                   | 0                   |
| Összesen            | 11                  | 2                   |